# Аремберг
Аремберг (нем. Aremberg) — община в Германии, в земле Рейнланд-Пфальц, которая дала название княжескому роду Аренбергов и Аренбергскому герцогству.
Входит в состав района Арвайлер. Подчиняется управлению Аденау.  Население составляет 216 человек (на 31 декабря 2010 года). Занимает площадь 9,62 км².